# Thiomargarita magnifica
Espèce
Thiomargarita magnifica est une espèce de bactérie géante, visible à l’œil nu et la plus grande connue au moment de l'annonce de sa découverte, dans la revue Science. C'est une bactérie en forme de filament pouvant atteindre une longueur exceptionnelle de 2 cm. Cependant, ses autres dimensions, bien qu'encore importantes, sont plus réduites, de l'ordre de quelques dizaines de micromètres à 150 µm. L'épaisseur de son cytoplasme, contrainte par la présence d'un grand sac repoussant le cytoplasme vers la membrane cellulaire, est plus petite (~ 2–5 µm), une taille permettant les échanges rapides  de solutés dans l'eau par diffusion (apport des nutriments nécessaires à l'activité de la cellule et élimination des déchets toxiques produits par son métabolisme). Un autre sac plus petit contient son ADN de grande taille qui n'est pas librement dispersé dans le liquide du cytoplasme comme c'est normalement le cas chez les procaryotes (bactéries et archées). Bien plus que la dimension surprenante de cette bactérie géante, c'est l'existence même de ces deux sacs et la très grande taille de son ADN qui sont particulièrement interpellants. 
La découverte de T. magnifica est importante, dans la mesure où elle brouille la frontière entre la structure des « procaryotes », organismes unicellulaires primitifs sans noyau cellulaire (leur ADN flotte directement dans le cytoplasme), et des eucaryotes, dont l'ADN est confiné dans un noyau cellulaire entouré d'une membrane nucléaire. T. magnifica étant une bactérie, elle appartient aux procaryotes, mais son ADN de taille inhabituelle est étrangement encapsulé dans un sac membranaire.
Il pourrait s'agir d'un chaînon manquant dans l'évolution des procaryotes vers les eucaryotes. Cela reste encore à prouver mais ouvre des perspectives nouvelles aux recherches dans ce domaine.

## Découverte
Thiomargarita magnifica est découverte en 2009 dans les eaux saumâtres d’une mangrove en Guadeloupe, par une équipe de biologistes de l'université des Antilles à Pointe-à-Pitre qui publie son article dans la prestigieuse revue Science, en février 2022 (preprint) et en juin 2022 (publication définitive). La nouvelle est rapidement médiatisée,,.
C'est au début des années 2010 qu'Olivier Gros (d), biologiste marin de l'université des Antilles et de la Guyane (devenue université des Antilles), découvre un étrange organisme filiforme sur des feuilles en décomposition, tombées de palétuviers rouges dans une mangrove de la Guadeloupe. Mais le chercheur pense alors avoir affaire à un champignon.
Cinq ans plus tard, Silvina Gonzalez-Rizzo (d), biologiste moléculaire de l'université des Antilles et membre de l'équipe d'Olivier Gros, identifie que ces filaments sont en réalité des bactéries. Jean-Marie Volland (d), alors étudiant diplômé travaillant sous la direction d'Olivier Gros (et aujourd'hui biologiste marin au Laboratoire national Lawrence-Berkeley) relève le défi de l'étudier plus avant et met au jour ses propriétés inhabituelles.

## Description
Thiomargarita magnifica diffère de la quasi-totalité des autres bactéries par sa taille et son organisation interne. En effet, cette bactérie en forme de long filament atteint une taille exceptionnelle pouvant aller jusqu'à 2 cm,, ce qui est environ 5 000 fois plus grand que la plupart des bactéries et dix fois plus que ce que l'on pensait imaginable pour la taille de ces organismes. Rien que sur ce point, cette découverte est exceptionnelle car les bactéries appartiennent à un monde généralement microscopique, alors qu'avec une telle taille, Thiomargarita magnifica est visible à l'œil nu. Qui plus est, cette bactérie se caractérise par une autre différence : son ADN ne circule pas librement dans son cytoplasme,.
Jean-Marie Volland et ses collègues mettent en avant que Thiomargarita magnifica présente des spécificités intrigantes : elle contient deux sacs membranaires, dits « pépins » ou « organelles », évoquant l'organisation de cellules plus complexes, ;
- l'un conserve son génome (qui est aussi d'une taille inhabituelle : onze millions de bases, abritant quelque 11 000 gènes clairement identifiables, contre habituellement quatre millions de bases et environ 3 900 gènes chez les bactéries)[1] ;
- le second sac membranaire, bien plus grand, occupant 73 % (65-80 %) du volume total de la bactérie, à l'instar d'une vacuole chez les eucaryotes, permet au contenu cellulaire de rester à proximité de l'enveloppe externe de la cellule. Les bactéries ne pouvant faire des échanges de substances dissoutes en solution aqueuse que par diffusion sous l'effet d'un gradient de concentration, une trop grande taille de cellule viendrait perturber ces échanges, limités en termes de distance (le temps de transfert d'un soluté par diffusion étant fonction du carré de la distance). Avoir un sac rempli d'un liquide (en l'occurrence de l'eau), permet de plaquer le cytoplasme contre la paroi et donc de réduire la distance nécessaire aux échanges de la bactérie avec l'extérieur[1],[10]. La bactérie, en forme de filaments géants, adoptant une géométrie cylindrique très allongée, l'épaisseur du cytoplasme reste comprise entre 1,8 et 4,8 microns, ce qui est compatible avec les processus de diffusion. Ce schéma se retrouve chez Thiomargarita namibiensis, qui dispose d'un sac composé d'eau et de nitrate[1]. C'est ce second sac et une analyse génétique qui ont permis de classer la nouvelle espèce dans le genre Thiomargarita[1],[10].

Ces « pépins » évoquent une structure intermédiaire entre celles des procaryotes dont l'ADN est libre au sein du cytoplasme de la cellule et celles des eucaryotes dont l'ADN est confiné dans le noyau.
Cette bactérie pourrait offrir de nouvelles perspectives pour l'étude du vivant. Elle pourrait être utilisée comme organisme modèle en complément des mouches drosophiles ou des vers nématodes utilisés par des biologistes pour étudier des maladies infectieuses,.
On n'observe pas de bactéries épibiotiques à l'extérieur de la cellule ; leur « surprenante absence » pourrait s'expliquer par le fait que T. magnifica produise des composés chimiques biologiquement actifs (toxique pour un organisme parasite), voire antibiotiques.

## Nomenclature et taxonomie
Des analyses phylogénétiques permettent finalement de déterminer l'appartenance de cette bactérie au genre Thiomargarita. Le 23 juin 2022, la découverte est annoncée dans la revue Science,,.
Les découvreurs ont décidé de nommer cette bactérie du nom de Candidatus Thiomargarita magnifica. Thiomargarita signifie « perle de soufre » en latin. Le qualificatif magnifica (« magnifique ») a été choisi par la chercheuse Silvina González Rizzo, qui a identifié T. magnifica comme une bactérie, en « référence à sa taille exceptionnelle ». Le terme Candidatus (candidat) s'applique tant que le nom de la bactérie n'est pas encore officiellement validé par le Comité international de systématique des procaryotes (ICSP),.